# Miss Nobody (1917 film)
Miss Nobody er en amerikansk stumfilm fra 1917 af William Parke.

## Medvirkende
- Gladys Hulette som Roma
- Cesare Gravina som Crespi
- A.J. Andrews som Onkel Malone
- William Parke Jr. som Jack Thurston
- Sidney Mather som Roland Fabor